# The Bank Job
The Bank Job er en kup thrillerfilm fra 2008 instruretaf Roger Donaldson, skrevet af Dick Clement og Ian La Frenais. Den er baseret på indbruddet i 1971 i Lloyds Bank' bankboks på Baker Street. Den har Jason Statham i hovedrollen.
Producerne påstod, at man ikke kunne fortælle historien i 1971, da en D-Notice på sagen skulle beskytte fremtrædende medlemmer af den britiske kongefamilie. Ifølge producerne skulle filmen afsløre sandheden for første gang, selvom den indeholder store elementer af fiktion.
Den fik premiere 18. februar 2008 og blev udgivet i Storbritannien 29. februar 2008 og i USA 7. marts samme år. Den fik hovedsageligt gode anmeldelser, og den indspillede for $66 mio. på verdensplan.

## Medvirkende
- Jason Statham som Terry Leather
- Saffron Burrows som Martine Love
- Richard Lintern som Tim Everett
- Keeley Hawes som Wendy Leather
- Stephen Campbell Moore som Kevin Swain
- Michael Jibson som Eddie Burton
- Georgia Taylor som Ingrid Burton
- Daniel Mays som Dave Shilling
- David Suchet som Lew Vogel
- Peter de Jersey som Michael Abdul Malik/Michael X
- Gerard Horan som Det. Sgt. Roy Given
- Don Gallagher som Det. Con. Gerald Pyke
- Craig Fairbrass som Det. Con. Nick Barton
- Peter Bowles som MI5 Executive Director Miles Urquhart
- James Faulkner som "Major" Guy Arthur Singer
- Alki David som Bambas
- Colin Salmon som Hakim Jamal
- Hattie Morahan som Gale Benson
- Robert Whitelock som Alfie Hook
- Julian Lewis Jones som Agent Snow
- Andrew Brooke som Agent Quinn
- Sharon Maughan som Sonia Bern
- Alistair Petrie som Philip Lisle
- Rupert Frazer som Lord Drysdale
- Christopher Owen som Lord Mountbatten
- Angus Wright som Eric Addey
- Rupert Vansittart som Sir Leonard Plugge
- Taelor Samways som Catherine Leather
- Kasey Baterip som Julie Leather
- Trevor Coppola som Leonard
- Bronson Webb som Chicken Inn waiter
- Julian Firth som advokat
- Mick Jagger som Bank Safe Deposit employee (ukrediteret)